# 不後悔
《不後悔》是香港歌手張學友的第11張國語專輯，也是其第28張錄音室專輯，唱片製作人為歐丁玉及林明陽，由寶麗金唱片公司（台灣）製作發行。

## 唱片介紹
《不後悔》專輯共收錄11首國語新歌，有多首歌曲已成為國語流行音樂的經典歌曲，時至今日此張專輯仍為樂迷收藏經典。專輯中有兩首為合唱歌曲，包括與高慧君合唱的《你最珍貴》及與鄭中基、許志安合唱的《甲乙丙丁》，《你最珍貴》一曲成為經典男女對唱情歌之一，也使當時剛出道的臺灣歌手高慧君一舉成名，而《甲乙丙丁》在當年拿下香港樂壇頒獎禮的獎項，也成為鄭中基及許志安的第一首四臺國語冠軍歌曲。其他張學友招牌式的情歌比如《不後悔》、《深海》、《離人》，以及節奏輕快的歌曲比如《紅色》及《離開你七天》，也在該張專輯中受到樂迷歡迎。

## 網路影響
該張專輯發行當年受到互聯網普及的影響，多數民眾也從購買專輯改為直接下載MP3，此一影響對各間唱片公司產生不小的打擊，而此前被認為是大中華地區唱片銷量保證的張學友自己也受到此項影響，即使該張專輯中擁有多首流行歌曲，但其銷量與上一年（1997年）所發行的《想和你去吹吹風》相較，已有開始減少的情況。
在該張專輯發行後，張學友也開始改變自己的音樂風格，並以1999年底發行的專輯《走過1999》為代表。

## 曲目
| 曲序     | 曲目                           |               | 作曲     | 编曲          | 製作人   | 备注                                                                     | 时长  |
| -------- | ------------------------------ | ------------- | -------- | ------------- | -------- | ------------------------------------------------------------------------ | ----- |
| 1.       | 不後悔                         | 十方          | 潘協慶   | 清水信一      | 林明陽   | 第一主打                                                                 | 4:21  |
| 2.       | 深海                           | 陳家麗        | 潘協慶   | 吳慶隆        | 林明陽   | 第二主打                                                                 | 4:16  |
| 3.       | 紅色                           | 丁曉雯        | 潘協慶   | Terence Teo   | 林明陽   |                                                                          | 3:59  |
| 4.       | 別提你的心                     | 徐世珍 王芮齊 | 李偲菘   | Sydney Tan    | 林明陽   |                                                                          | 4:09  |
| 5.       | 你最珍貴（高慧君合唱）         | 林明陽 十方   | 凌偉文   | 杜自持        | 林明陽   | 第三主打 同時收錄於高慧君的專輯《認真的女人最美麗》中                    | 4:49  |
| 6.       | 離開你七天                     | 姚若龍        | 李正帆   | 屠穎          | 林明陽   |                                                                          | 4:55  |
| 7.       | 回家的路彷彿太遠               | 林雨          | 柳重言   | 黃中          | 林明陽   | 1998美國兒童電視劇《巴尼與朋友》第五季台灣中文插曲                       | 3:51  |
| 8.       | 離人                           | 厲曼婷        | 何家文   | 屠穎          | 林明陽   | 第四主打 1998美國兒童電視劇《巴尼與朋友》第五季台灣中文片尾曲            | 4:51  |
| 9.       | 放過我                         | 林明陽        | 陳奐仁   | 蘇德華        | 林明陽   |                                                                          | 3:36  |
| 10.      | 冷樹葉                         | 林明陽 林隆璇 | 林隆璇   | David Johnson | 林明陽   |                                                                          | 4:43  |
| 11.      | 甲乙丙丁（許志安、鄭中基合唱） | 厲曼婷        | 雷頌德   | 雷頌德        | 雷頌德   | 重新收錄，先前分別收錄於鄭中基的專輯《敵人》和許志安的專輯《甲乙丙丁》中 | 3:59  |
| 总时长： | 总时长：                       | 总时长：      | 总时长： | 总时长：      | 总时长： | 总时长：                                                                 | 48:30 |

## 獎項
- 1998年度十大勁歌金曲頒獎典禮

- 「亞太區最受歡迎香港男歌星」
- 「最受歡迎合唱歌曲獎」 金獎：《甲乙丙丁》

- 1998年度十大中文金曲頒獎典禮

- 「十大中文金曲」：《甲乙丙丁》

- 1999年度新加坡金曲獎頒獎典禮

- 「933醉心龍虎榜頂尖金曲獎」：《不後悔》
- 「933醉心龍虎榜年度10大最受歡迎金曲獎」：《不後悔》